# Cmentarz w Janiszowie
Cmentarz w Janiszowie – nieczynna nekropolia położona na południowym skraju wsi Janiszów (niem. Johnsdorf), w gminie Kamienna Góra, w województwie dolnośląskim.  
Wieś była w większości zamieszkiwana przez ewangelików. W 1925 r. liczyła 395 mieszkańców, z czego 366 wyznawało ewangelicyzm. W 1939 r. liczba mieszkańców wzrosła do 405, a większość nadal była wyznawcami tej religii.      
Janiszów, mimo swojej znacznej wielkości, nigdy nie posiadał własnego kościoła przed II wojną światową. Zarówno ewangelicy, jak i katolicy należeli oddzielnie do swoich parafii w Kamiennej Górze (niem. Landeshut). Wieś posiadała jednak własny cmentarz, który pełnił rolę ważnego miejsca pochówku dla miejscowej i okolicznej ludności.     
Cmentarz został założony prawdopodobnie około 1810 r. i pierwotnie służył wspólnocie ewangelickiej. Oficjalnie zamknięto go uchwałą Rady Narodowej z dnia 7 maja 1962 r. z powodu braku właściciela. Jego powierzchnia wynosi 0,28 ha. Nekropolia położona jest na terenie otwartym, na lekkim wzniesieniu, w pobliżu drogi lokalnej prowadzącej do Kamiennej Góry. 
Zachowały się ślady historycznego układu grobów (datowanego najprawdopodobniej na koniec XIX w. – najstarsza czytelna data na fragmencie nagrobka to 1898 r.), a także pozostałości dzwonnicy oraz grobowca.   
Po 1945 r. był systematycznie grabiony i dewastowany. Z grobowca skradziono miedziane poszycie dachowe oraz zabytkowe trumny z ciałami. Zniknęły także ogrodzenie i brama wejściowa. 
Większość nagrobków jest dziś zniszczona, rozbita lub całkowicie nieczytelna. Teren nekropolii porastają dziko rosnące drzewa, takie jak brzozy, buki, jesiony i tuje. Stan zachowania obiektu oceniany jest jako bardzo zły.
Cmentarz nie jest ogrodzony, a dawny układ przestrzenny jest trudny do odczytania. Na jego terenie nie odnotowano pomników przyrody, jednak zachowały się cztery stare mogiły oraz fragmenty dawnej zieleni komponowanej.
W przeszłości miejsce to stanowiło integralną część lokalnej wspólnoty religijnej i kulturowej. Obecnie znajduje się w kręgu zainteresowania służb konserwatorskich – zaleca się przeprowadzenie prac porządkowych, inwentaryzacyjnych oraz opracowanie studium historycznego.